# マリーン・オッティ
マリーン・オッティ（Merlene Ottey, 1960年5月10日 - ）は、ジャマイカの出身でスロベニアに移住した陸上競技選手。オリンピックに7大会連続出場。オリンピック、世界陸上競技選手権大会において、決勝まで進み、優勝候補にあげられながら、優勝できず3位入賞が多かったことから、ブロンズコレクター・ブロンズの女王というネーミングまで与えられたが、1993年の世界選手権でようやく金メダルを獲得した。
2000年のシドニーオリンピックには40歳で出場したが、その後に若返りを図ったジャマイカ陸上競技連盟と対立。スロベニア人のコーチから指導を受けていたこともあり、ジャマイカを離れてスロベニアのリュブリャナに移住した。2002年にスロベニアに国籍を移し、2004年アテネオリンピックにはスロベニア代表として出場。2007年の世界選手権大阪大会でも47歳という年齢で出場している。2012年のヨーロッパ選手権ヘルシンキ大会には52歳（と51日）という年齢で4×100mリレーに出場した。これは全ての種目を通じて、ヨーロッパ選手権における最年長出場記録である。
モットーは「生涯現役」。

## 自己記録
| 種目 | 記録   | 風速     | 場所                     | 日付          | 世界歴代順位 |
| ---- | ------ | -------- | ------------------------ | ------------- | ------------ |
| 50m  | 6秒00  | （室内） | モスクワ（ロシア）       | 1994年2月4日  | 2位          |
| 60m  | 6秒96  | （室内） | マドリード（スペイン）   | 1992年2月14日 | 4位          |
| 100m | 10秒74 | +1.3     | ミラノ（イタリア）       | 1996年9月7日  | 6位          |
| 200m | 21秒64 | +0.8     | ブリュッセル（ベルギー） | 1991年9月13日 | 3位          |
| 200m | 21秒87 | （室内） | リエヴァン（フランス）   | 1993年2月13日 | 1位          |

## 主な成績
| 年   | 大会                       | 場所                                 | 種目 | 結果 | 記録   |
| ---- | -------------------------- | ------------------------------------ | ---- | ---- | ------ |
| 1980 | オリンピック               | モスクワ（ロシア）                   | 200m | 3位  | 22秒20 |
| 1983 | 世界陸上競技選手権大会     | ヘルシンキ（フィンランド）           | 100m | 4位  | 11秒19 |
| 1983 | 世界陸上競技選手権大会     | ヘルシンキ（フィンランド）           | 200m | 2位  | 22秒19 |
| 1984 | オリンピック               | ロサンゼルス（アメリカ合衆国）       | 100m | 3位  | 11秒16 |
| 1984 | オリンピック               | ロサンゼルス（アメリカ合衆国）       | 200m | 3位  | 22秒09 |
| 1987 | 世界室内陸上競技選手権大会 | インディアナポリス（アメリカ合衆国） | 60m  | 4位  | 7秒13  |
| 1987 | 世界室内陸上競技選手権大会 | インディアナポリス（アメリカ合衆国） | 200m | 2位  | 22秒66 |
| 1987 | 世界陸上競技選手権大会     | ローマ（イタリア）                   | 100m | 3位  | 11秒04 |
| 1987 | 世界陸上競技選手権大会     | ローマ（イタリア）                   | 200m | 3位  | 22秒06 |
| 1988 | オリンピック               | ソウル（大韓民国）                   | 200m | 4位  | 21秒99 |
| 1989 | 世界室内陸上競技選手権大会 | ブダペスト（ハンガリー）             | 60m  | 3位  | 7秒10  |
| 1989 | 世界室内陸上競技選手権大会 | ブダペスト（ハンガリー）             | 200m | 1位  | 22秒34 |
| 1990 | IAAFグランプリファイナル   | アテネ（ギリシャ）                   | 200m | 1位  | 21秒88 |
| 1991 | 世界室内陸上競技選手権大会 | セビリア（スペイン）                 | 60m  | 2位  | 7秒08  |
| 1991 | 世界室内陸上競技選手権大会 | セビリア（スペイン）                 | 200m | 1位  | 22秒24 |
| 1991 | 世界陸上競技選手権大会     | 東京（日本）                         | 100m | 3位  | 11秒06 |
| 1991 | 世界陸上競技選手権大会     | 東京（日本）                         | 200m | 3位  | 22秒21 |
| 1992 | オリンピック               | バルセロナ（スペイン）               | 200m | 3位  | 22秒09 |
| 1993 | 世界陸上競技選手権大会     | シュトゥットガルト（ドイツ）         | 100m | 2位  | 10秒82 |
| 1993 | 世界陸上競技選手権大会     | シュトゥットガルト（ドイツ）         | 200m | 1位  | 21秒98 |
| 1994 | IAAFグランプリファイナル   | パリ（フランス）                     | 100m | 1位  | 10秒78 |
| 1995 | 世界室内陸上競技選手権大会 | バルセロナ（スペイン）               | 60m  | 1位  | 6秒97  |
| 1995 | 世界陸上競技選手権大会     | イェーテボリ（スウェーデン）         | 100m | 2位  | 10秒94 |
| 1995 | 世界陸上競技選手権大会     | イェーテボリ（スウェーデン）         | 200m | 1位  | 22秒12 |
| 1996 | オリンピック               | アトランタ（アメリカ合衆国）         | 100m | 2位  | 10秒94 |
| 1996 | オリンピック               | アトランタ（アメリカ合衆国）         | 200m | 2位  | 22秒24 |
| 1996 | IAAFグランプリファイナル   | ミラノ（イタリア）                   | 100m | 1位  | 10秒74 |
| 1997 | 世界陸上競技選手権大会     | アテネ（ギリシャ）                   | 100m | 7位  | 11秒29 |
| 1997 | 世界陸上競技選手権大会     | アテネ（ギリシャ）                   | 200m | 3位  | 22秒40 |
| 1997 | IAAFグランプリファイナル   | 福岡市（日本）                       | 200m | 2位  | 21秒92 |
| 2000 | IAAFパーミット             | テッサロニキ（ギリシャ）             | 100m | 1位  | 10秒99 |
| 2000 | オリンピック               | シドニー（オーストラリア）           | 100m | 3位  | 11秒19 |
| 2003 | 世界室内陸上競技選手権大会 | バーミンガム（イギリス）             | 60m  | 4位  | 7秒20  |

- 2000年8月30日のIAAFパーミットで、向かい風1.2m/sの中でマークした10秒99は、40歳以上の世界記録であり、自身67度目の10秒台となった。
- 2010年7月13日にノヴォ・メストで11秒67を記録し、世界マスターズ陸上記録のW 50（50歳～54歳）クラスの100mの世界記録をマーク。（マスターズ陸上のW 50（50歳～54歳）クラスより若いクラスの100m、200mの世界記録はすべてオッティのものである）

## その他
- 2015年5月13日放映の「マツコ&有吉の怒り新党」のコーナー「新・3大○○調査会」で、「オリンピックに執念を燃やす女性スプリンター」として、「新・3大マリーン・オッティの“執念のスプリント”」と題し、1996年アトランタオリンピック女子100m、2004年アテネオリンピック女子100m、2012年スロベニア代表選考レース女子100mの3レースが紹介された。